# Сифорт (город, Миннесота)
Сифорт (англ. Seaforth) — город в округе Редвуд, штат Миннесота, США. На площади 2,6 км² (2,6 км² — суша, водоёмов нет), согласно переписи 2002 года, проживают 77 человек. Плотность населения составляет 29,5 чел./км².
- Телефонный код города — 507
- Почтовый индекс — 56287
- FIPS-код города — 27-59098[1]
- GNIS-идентификатор — 0651812[2]